# Borne géodésique

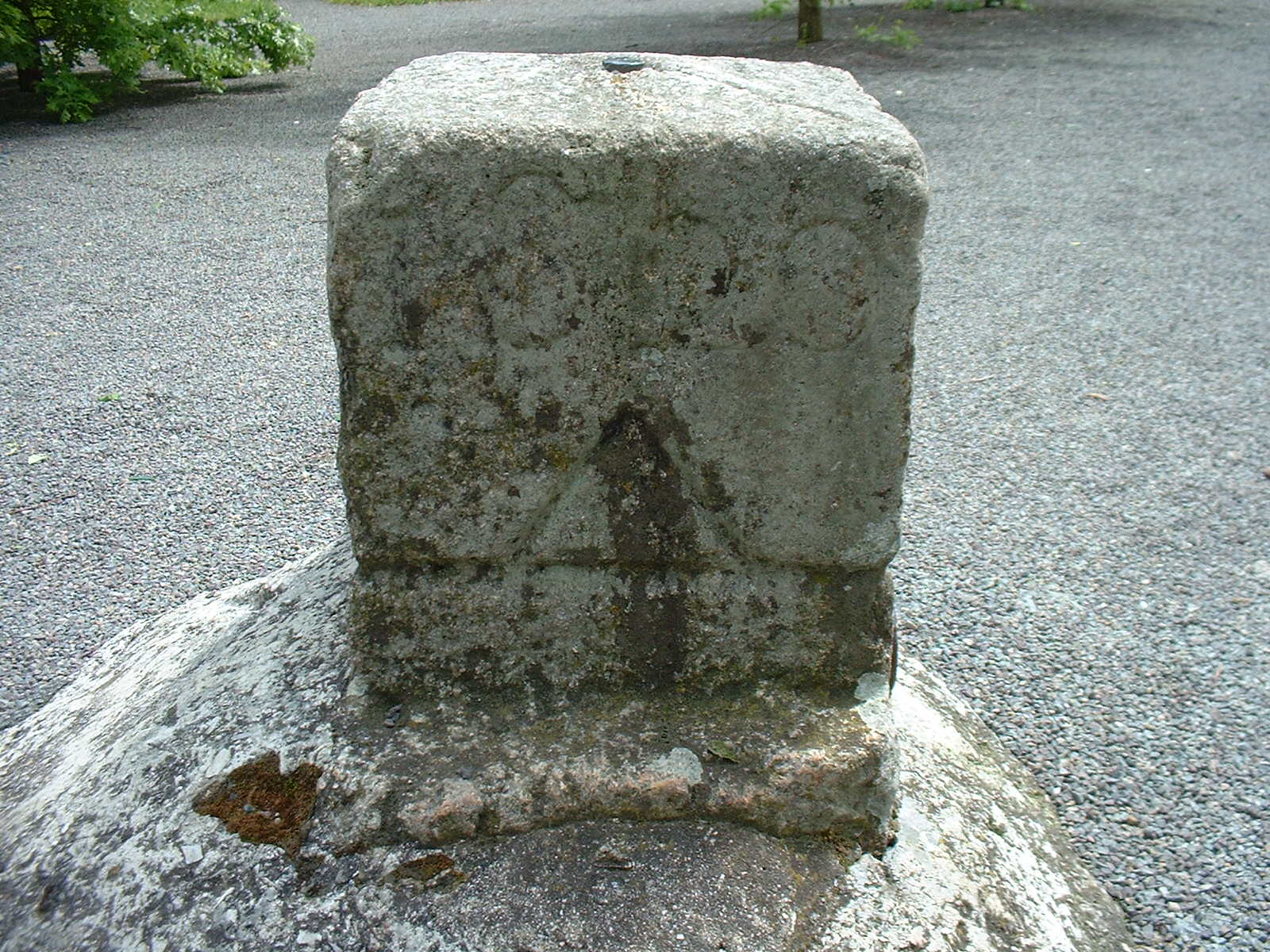
Une borne géodésique parmi tant d'autres sur le territoire français (ici au mont des Avaloirs)

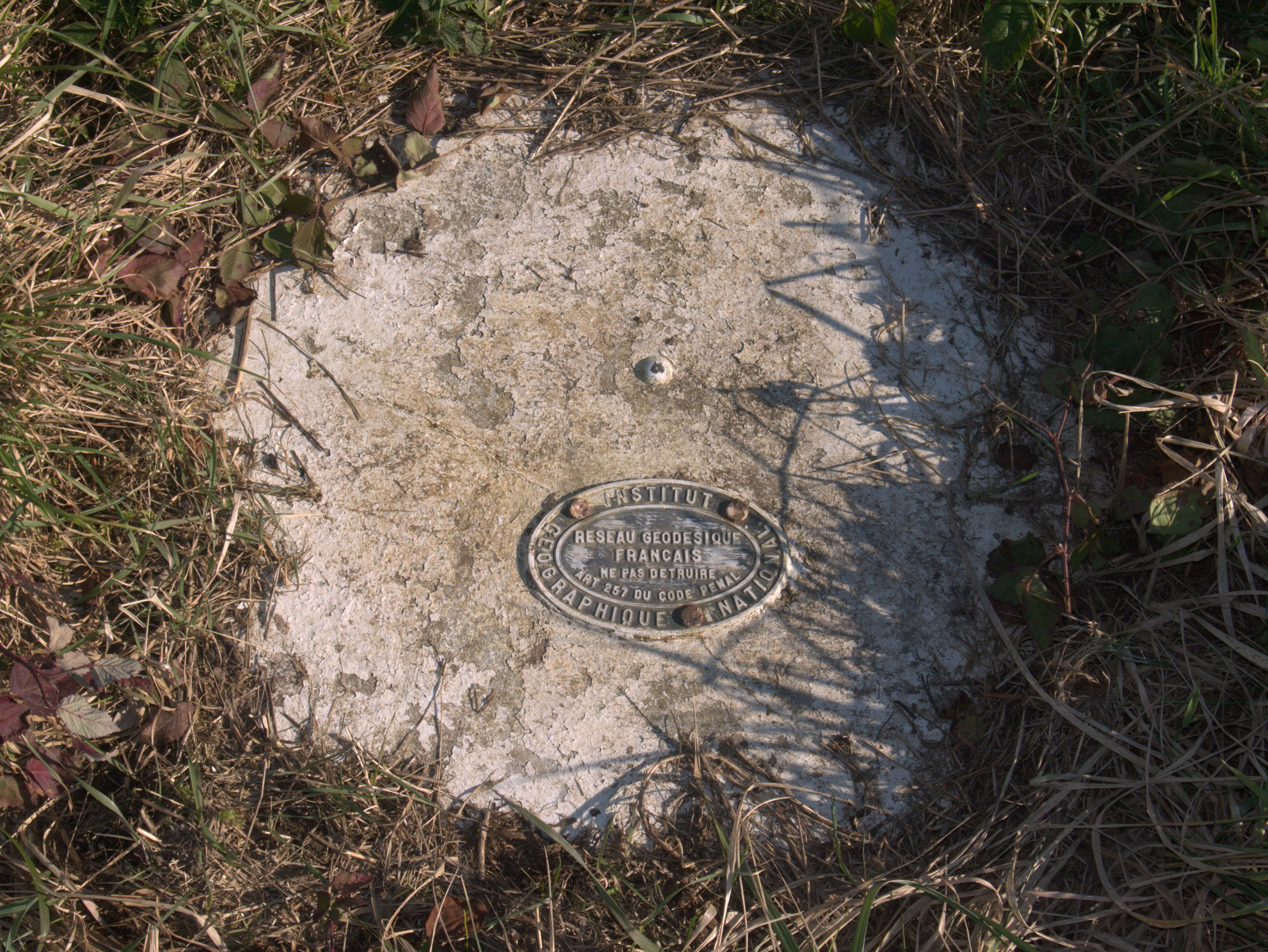
Repère géodésique à Voutré (Mayenne)

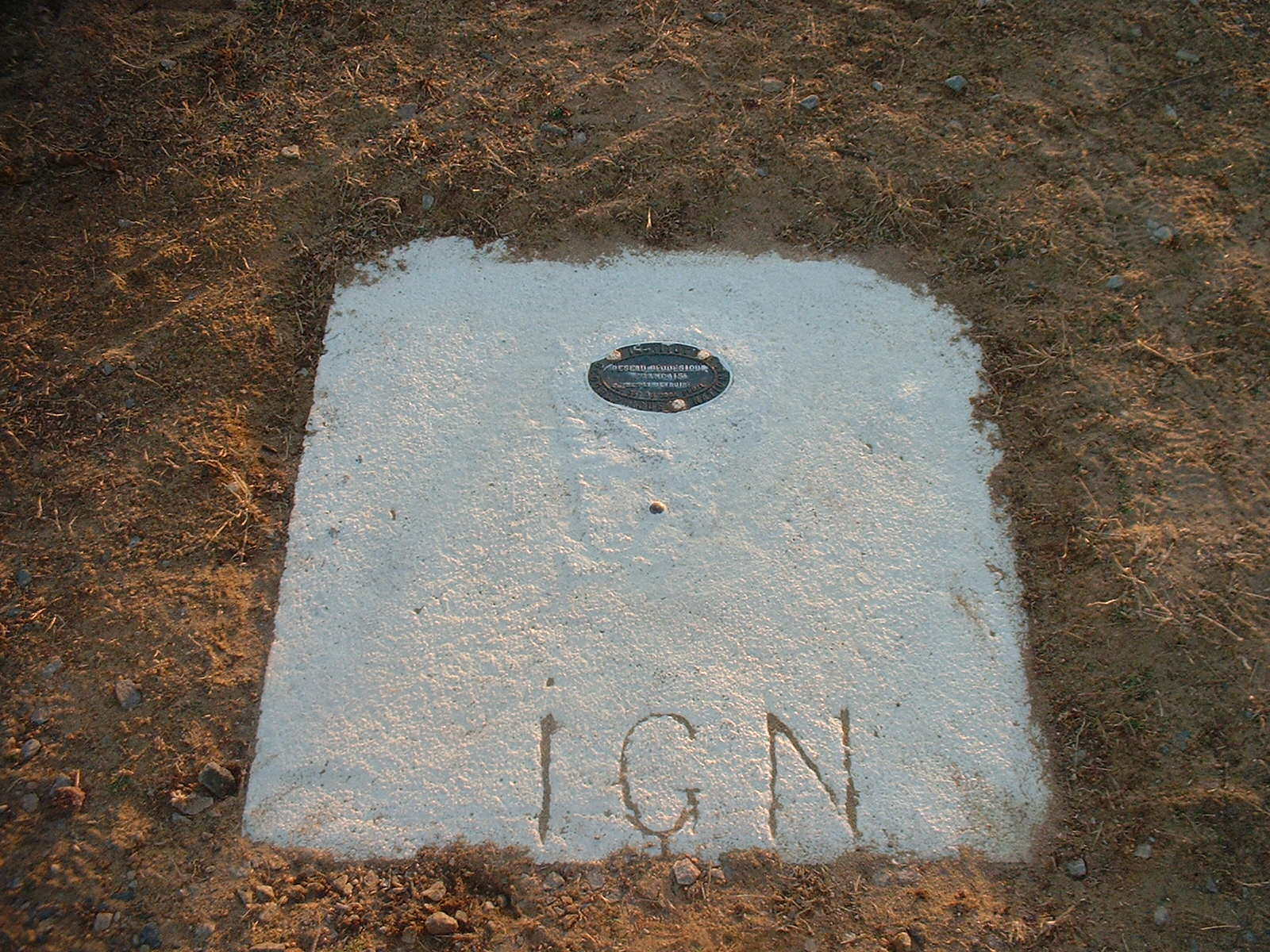

Une borne géodésique (ou parfois monument géodésique) est un repère permanent marquant très exactement l'emplacement d'un point géodésique dont on connaît précisément la longitude, la latitude et l’altitude. Ces bornes sont souvent constituées d'un ensemble de blocs de pierre ou de béton.
Le fait de déplacer ou de détruire une borne géodésique peut être puni par la loi. Au Québec, un tel acte est réprimé par l'article 54 de la loi sur les arpenteurs-géomètres.
Avec un Réseau géodésique français (NTF) d’environ 80 000 bornes, celles-ci sont un élément essentiel de la cartographie faite de triangles.